# 공화당 (프랑스)
공화당(共和黨, 프랑스어: Les Républicains)은 프랑스의 드골주의 중도우파 정당이다. 대중운동연합의 후계정당으로 유럽 국민당에 가입되어 있으며, 중도민주 인터내셔널(CDI)와 국제민주연합(IDU)에도 가입되어 있다.

## 역사
공화당의 선행 정당인 대중운동연합은 2002년 자크 시라크 전 대통령에 의해 설립되었다. 당명을 대중운동연합(UMP)에서 공화당으로 변경하여 2015년 5월 30일 창당하였다. 중도좌파 정당인 사회당(PS)과 함께 프랑스에서 양대 주요 정당이다.
공화당의 당수인 니콜라 사르코지는 2012년 대통령 선거에서 사회당 후보 프랑수아 올랑드에 의해 그의 패배 할 때까지 2007년부터 2012년 동안 프랑스의 대통령이었다. 현재 공화당은 유럽 국민당의 일원이다.

## 역대 당수

### 총재
| #                                         | 이름            | 사진 | 취임일           | 퇴임일           |
| ----------------------------------------- | --------------- | ---- | ---------------- | ---------------- |
| 1                                         | 니콜라 사르코지 |      | 2015년 5월 30일  | 2016년 8월 23일  |
| -                                         | 로랑 보키에     |      | 2016년 8월 23일  | 2016년 11월 29일 |
| 공석(2016년 11월 29일 ~ 2017년 12월 10일) |                 |      |                  |                  |
| 2                                         | 로랑 보키에     |      | 2017년 12월 10일 | 2019년 6월 2일   |
| -                                         | 장 레오네티     |      | 2019년 6월 2일   | 2019년 10월 13일 |
| 3                                         | 크리스티앙 야콥 |      | 2019년 10월 13일 | 2022년 6월 30일  |
| -                                         | 아니 젠바르     |      | 2022년 6월 30일  | 2022년 12월 11일 |
| 4                                         | 에리크 시오티   |      | 2022년 12월 11일 | 2024년 9월 22일  |

### 부총재
| # | 이름                     | 사진            | 취임일           | 퇴임일           |
| - | ------------------------ | --------------- | ---------------- | ---------------- |
| 1 | 나탈리 코지우스코 모리제 |                 | 2015년 5월 30일  | 2015년 12월 15일 |
| 2 | 로랑 보키에              |                 | 2015년 12월 15일 | 2016년 8월 23일  |
| 2 | 로랑 보키에              | 2016년 8월 29일 | 2017년 12월 10일 |                  |
| 3 | 비르지니 카멜스          |                 | 2017년 12월 10일 | 2018년 6월 17일  |
| 3 | 기욤 페티                |                 | 2017년 12월 10일 | 2021년 12월 7일  |
| 3 | 데이먼 아바드            |                 | 2017년 12월 10일 | 2019년 10월 23일 |
| 4 | 장 레오네티              |                 | 2018년 6월 17일  | 2019년 10월 23일 |
| 5 | 아니 젠바르              |                 | 2021년 7월 6일   | 2023년 1월 18일  |
| 6 | 오렐리앙 프라디에        |                 | 2023년 1월 18일  | 2023년 2월 18일  |
| 7 | 프랑수아그자비에 벨라미  |                 | 2023년 2월 18일  | 현재             |

## 같이 보기
- 프랑스의 정당